# Prałatura terytorialna Loreto
Prałatura terytorialna Loreto (łac. Territorialis Praelatura ab Alma Domo Lauretana, wł. Prelatura territoriale di Loreto) – prałatura terytorialna Kościoła rzymskokatolickiego we Włoszech, w metropolii Ancona-Osimo, w świeckiej prowincji Ankona. Prałatura obejmuje wyłącznie miasteczko Loreto, zaś jej samodzielność administracyjna jest wyrazem szczególnego miejsca, jakie we włoskim katolicyzmie zajmuje tamtejsze sanktuarium ze słynnym domkiem loretańskim. 
Dzisiejsza prałatura powstała 11 października 1935 na mocy decyzji papieża Piusa XI. Początkowo była administraturą apostolską. Do rangi prałatury terytorialnej podniósł ją papież Paweł VI, decyzja ta weszła w życie 24 czerwca 1965. Począwszy od 2005 do 2017 funkcja prałata Loreto traktowana była jako forma prestiżowej wcześniejszej emerytury dla wysokich urzędników watykańskich. Emerytowany prałat, abp Giovanni Tonucci, był wcześniej przez wiele lat nuncjuszem apostolskim w wielu państwach.